# Benetton B194
El Benetton B194 es un coche de carreras de Fórmula 1 diseñado por Rory Byrne para uso del equipo Benetton en la temporada 1994 de Fórmula 1.
Este fue el último coche Benetton con motor Ford desde el B187 en 1987.

## Diseño
El monoplaza se basó estrechamente en sus predecesores, el B192 y el B193, y estaba propulsado por un motor Ford Zetec-R V8 (producido por Cosworth pero financiado y con el distintivo de Ford), diseñado y desarrollado por Geoff Goddard. Las ayudas electrónicas al conductor que tanto efecto tuvieron en la F1 durante las temporadas anteriores fueron prohibidas, por lo que el coche tuvo que ser rediseñado teniendo en cuenta las nuevas reglas. El B194 era un coche ligero y ágil que se manejaba bien y era más competitivo en manos de Schumacher en pistas reviradas, a diferencia del primer Williams FW16, que resultó difícil de conducir gracias a la dependencia de Williams de las ayudas electrónicas a la conducción en la temporada anterior. El B194 de Michael Schumacher siguió siendo la combinación de piloto y coche más competitiva hasta que Williams introdujo un coche con especificaciones B en el Gran Premio de Alemania. El coche también ganó un elemento de alerón trasero inferior anédrico, similar al del FW16, a partir del Gran Premio de Canadá.

### Controversia sobre el launch control
Otros equipos sospechaban que el B194 no era legal, debido a la alta competitividad de un coche comparativamente con poca potencia. La FIA inició una investigación y se descubrió un sistema de secuencia de inicio (launch control) en los sistemas informáticos de a bordo de los coches, pero ningún control de tracción. Al final, el órgano rector no pudo demostrar que se habían utilizado los sistemas, por lo que se retiraron las quejas.

## Historia

### Schumacher
El coche era muy competitivo en manos de Michael Schumacher. Schumacher ganó seis de las primeras siete carreras de la temporada después de que su principal rival, Ayrton Senna, muriera en el Gran Premio de San Marino. El propio Schumacher fue objeto de controversia, después de ser descalificado del Gran Premio de Gran Bretaña y luego del Gran Premio de Bélgica, lo que permitió a Damon Hill recortar la ventaja en puntos del alemán y, cuando llegaron a la carrera final en Australia, Hill y Schumacher fueron separados por un punto. Una polémica colisión entre Hill y Schumacher acabó con el título de pilotos de 1994 a favor de Schumacher.
A partir del Gran Premio del Pacífico de 1994, el coche de Schumacher estaba adornado con pequeños detalles en rojo, presumiblemente para ayudar a los espectadores y comentaristas de televisión a distinguir su coche del de sus compañeros de equipo. Durante la carrera anterior, los locutores de ESPN y la BBC confundieron dos veces el número 6 de Benetton como el número 5. Schumacher comentó años más tarde que el B194 era bastante difícil de manejar, ya que tenía la parte trasera nerviosa.

### Compañeros de equipo

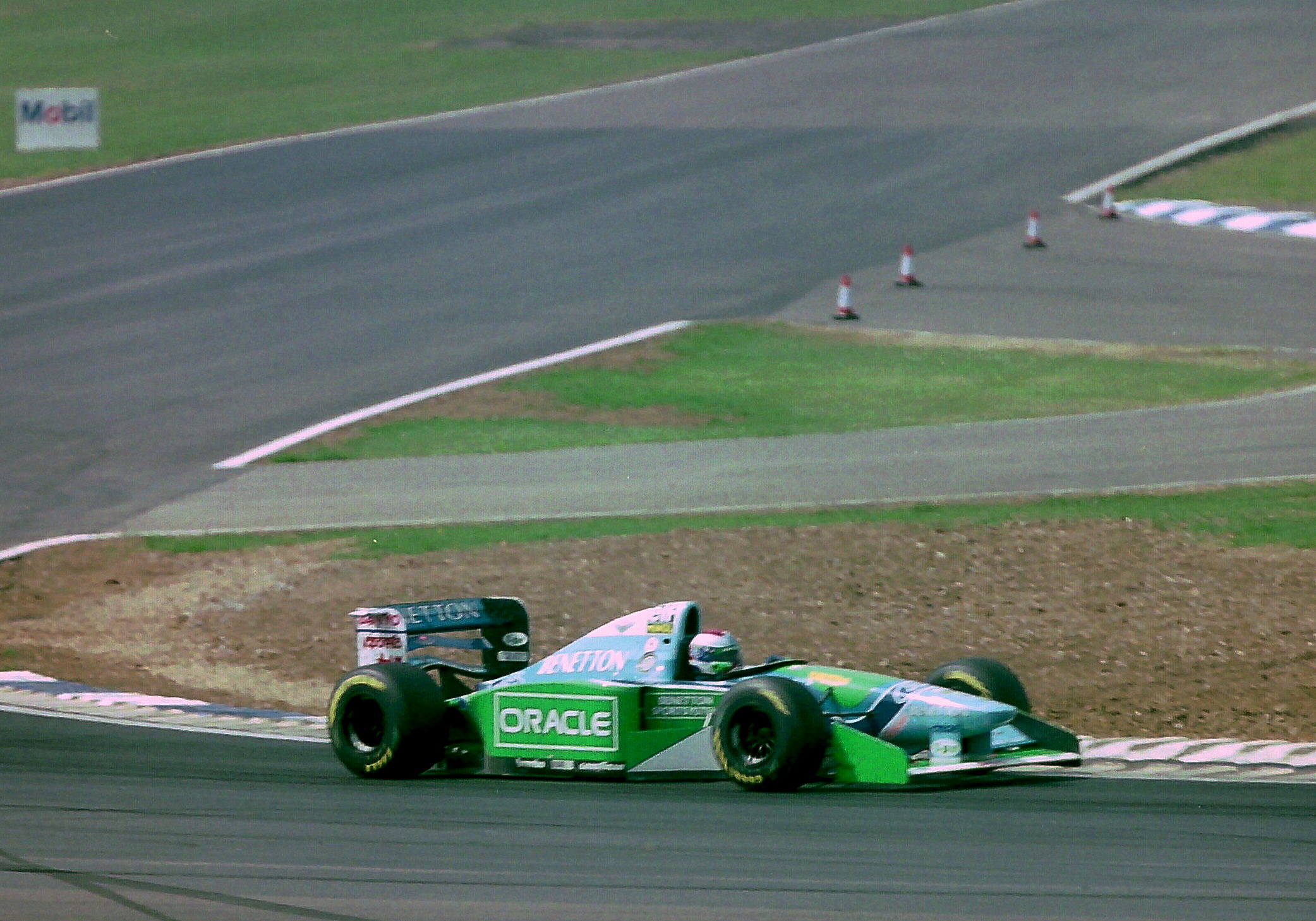
Jos Verstappen conduciendo el B194

Schumacher tuvo tres compañeros de equipo (J. J. Lehto, Jos Verstappen y Johnny Herbert) durante el transcurso de la temporada. A todos les resultó difícil conducir el B194; Verstappen dijo en 1996 que "debo tener un poco el mismo estilo de conducción que Johnny porque él dijo básicamente las mismas cosas que yo sobre ese coche y parece haber tenido los mismos sentimientos. Era un coche muy difícil. No podías sentirlo. Estabas empujando y empujando y de repente te sobrevirabas. Normalmente, cuando tienes sobreviraje puedes controlarlo, pero el Benetton se ponía en marcha muy repentinamente y terminabas teniendo un trompo."
El B194 terminó al final de la temporada con ocho victorias y un segundo puesto en el Campeonato de Constructores. El coche fue sustituido por el B195 en 1995.

## Patrocinio y livery
El B194 luce una nueva decoración azul claro, que refleja a su nuevo patrocinador principal, Mild Seven, en sustitución de Camel. Benetton utilizó los logotipos 'Mild Seven', excepto en los Grandes Premios de Gran Bretaña, Alemania y Francia.

## En la cultura popular
El Benetton B194 aparece en el videojuego F1 2020 como un DLC para la "Deluxe Schumacher Edition".

## Resultados
(Clave) (negrita indica pole position) (cursiva indica vuelta rápida)

| Año     | Motor   | Neu. | N.º | Pilotos            | 1   | 2   | 3   | 4   | 5   | 6   | 7   | 8   | 9   | 10  | 11  | 12  | 13  | 14  | 15  | 16  | Puntos | Pos. |
| ------- | ------- | ---- | --- | ------------------ | --- | --- | --- | --- | --- | --- | --- | --- | --- | --- | --- | --- | --- | --- | --- | --- | ------ | ---- |
| 1994    | Ford V8 | G    |     |                    | BRA | PAC | SMR | MON | ESP | CAN | FRA | GBR | GER | HUN | BEL | ITA | POR | EUR | JPN | AUS | 103    | 2.º  |
| 1994    | Ford V8 | G    | 5   | Michael Schumacher | 1   | 1   | 1   | 1   | 2   | 1   | 1   | DSQ | Ret | 1   | DSQ |     |     | 1   | 2   | Ret | 103    | 2.º  |
| 1994    | Ford V8 | G    | 6   | Jos Verstappen     | Ret | Ret |     |     |     |     | Ret | 8   | Ret | 3   | 3   | Ret | 5   | Ret |     |     | 103    | 2.º  |
| 1994    | Ford V8 | G    | 6   | J.J. Lehto         |     |     | Ret | 7   | Ret | 6   |     |     |     |     |     | 9   | Ret |     |     |     | 103    | 2.º  |
| 1994    | Ford V8 | G    | 6   | Johnny Herbert     |     |     |     |     |     |     |     |     |     |     |     |     |     |     | Ret | Ret | 103    | 2.º  |
| Fuente: |         |      |     |                    |     |     |     |     |     |     |     |     |     |     |     |     |     |     |     |     |        |      |